# Implikace
Implikace (z lat. implicatio, propletení, zahrnutí) znamená vztah vyplývání nebo zahrnutí. Skutečnost nebo výpověď A implikuje nějaké B, pokud z A nutně vyplývá B, případně pokud je B v A už zahrnuto čili implikováno. Příklad: „Nebude-li pršet, nezmoknem.“

## Logika
Logická implikace je logická operace se dvěma proměnnými (binární operace), jejíž hodnota je nepravda, právě když hodnota první proměnné je pravda a druhá je nepravda. Označuje se symbolem {\displaystyle \Rightarrow } nebo {\displaystyle \rightarrow }, který naznačuje, že implikace není komutativní, čili obě proměnné nelze zaměnit.

### Definice
Pro vstupy (proměnné) A a B vypadá pravdivostní tabulka implikace následovně (0 označuje nepravdivé tvrzení, 1 označuje pravdivé tvrzení):
| A | B | A {\displaystyle \Rightarrow } B |
| - | - | -------------------------------- |
| 0 | 0 | 1                                |
| 0 | 1 | 1                                |
| 1 | 0 | 0                                |
| 1 | 1 | 1                                |

## Vlastnosti
- {\displaystyle (A\Rightarrow B)=(\neg A\vee B)} – náhrada implikace disjunkcí
- {\displaystyle (A\Rightarrow B)=(\neg B\Rightarrow \neg A)} – obměna implikace

Výraz na pravé straně rovnosti v druhé z výše uvedených vlastností se nazývá obměna implikace nebo také obměněná implikace. Tato vlastnost říká, že pokud se mi podaří dokázat, že z negace B vyplývá negace A, pak jsem dokázal pravdivost původní implikace (z A vyplývá B). Toho se využívá v technice matematického nepřímého důkazu.

### Význam a příklady
Implikace významově odpovídá podmínkové větě v běžném hovoru „Jestliže A, potom B“, „Kdyby A, pak B“. Z toho také vyplývají její vlastnosti tak, jak je zachycuje pravdivostní tabulka.

#### Příklad první
„Když bude dnes pršet, půjdu do práce.“
Tato věta může být pravdivá, i když nepůjdu do práce – stačí, aby nepršelo, a podle prvního řádku pravdivostní tabulky budu mít stejně pravdu. Věta nevypovídá nic o tom, co se stane, když nebude pršet – v takovém případě (první a druhý řádek pravdivostní tabulky) můžu do práce nejít, nebo jít a nikdo mi nemůže tvrdit, že jsem lhal. Určitě existuje spousta lidí, kteří chodí do práce, i když neprší – a nemusí kvůli tomu všichni být lháři.

#### Příklad druhý
„Jestli to Miloš přeplave, jsem já čínský bůh dobré nálady.“
V tomto příkladě ten, kdo výrok vyslovil, obvykle ani na okamžik nepřemýšlí o tom, že by byl čínským bohem dobré nálady. Nesmyslností druhého výroku se snaží pouze zdůraznit, že podle něj nikdy nebude pravdivá ani první věta – a podle prvního řádku pravdivostní tabulky tedy zůstane celá implikace pravdivá, ať už se Miloš při pokusu dokázat opak utopí, nebo radši rovnou zůstane na břehu. Malér nastává ve chvíli, kdy to Miloš opravdu přeplave – pak nezbývá, než sám sebe označit za lháře (podle třetího řádku pravdivostní tabulky), nebo se rychle stát čínským bohem dobré nálady.

### Souvislost implikace s matematickými důkazy
Z vlastností implikace vyplývá její užitečnost pro případ, kdy se chci přesvědčit, že nějaký výrok {\displaystyle X} je pravdivý a mám již nějaké jiné výroky {\displaystyle A_{1},A_{2},\ldots ,A_{n}}, o jejichž pravdivosti jsem přesvědčen.
Stačí mi nade vší pochybnost prokázat pravdivost výroku:
{\displaystyle (A_{1}\land A_{2}\land \ldots \land A_{n})\Rightarrow X}
Pokud se mi to podaří, pak podle pravdivostní tabulky musí být pravdivý i výrok {\displaystyle X} — to je podstata přímého důkazu.